# 1621 w polityce

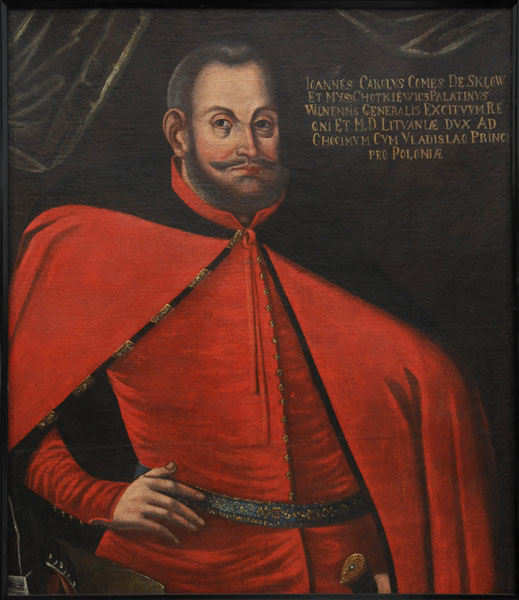
Jan Karol Chodkiewicz, hetman litewski

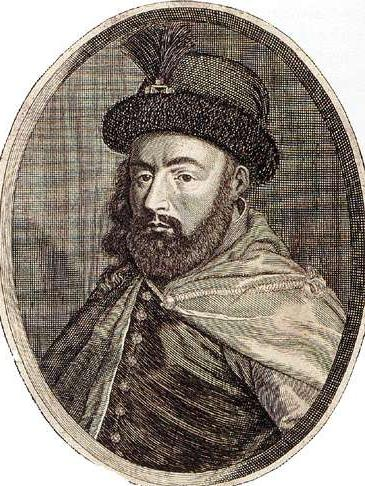
Jerzy II Rakoczy

Wydarzenia polityczne w 1621 roku.

## Wydarzenia
- 22 stycznia - wyrok cesarza Ferdynanda II Habsburga skazujący na wygnanie (Acht) z Rzeszy Niemieckiej przywódców antyhabsburskiego powstania w Czechach: króla Fryderyka V, księcia Jana Jerzego Krnowsky'ego, księcia Christiana z Anhaltu i hrabiego Georga Fyderyka von Hohenlohe-Weikersheim und Gleichen[1].
- 3 kwietnia - wojna trzydziestoletnia: stany górnołużyckie kapitulują przez katolickimi wojskami elektora saskiego Jana Jerzego Wettina[2].
- 14 maja - wojna trzydziestoletnia: rozpad Unii Protestanckiej[3].
- 21 czerwca – egzekucja 27 wybitnych przedstawicieli czeskiego społeczeństwa w ramach represji po Bitwie na Białej Górze[4]. Wśród ofiar jest Jan Jessenius, anatom, rektor Uniwersytetu Karola w Pradze[4][5].
- 2 września–9 października – Bitwa pod Chocimiem[6].

## Urodzili się
- 31 marca Filip III Habsburg, król Hiszpanii, Portugalii, Neapolu i Sycylii[7].
- 30 stycznia Jerzy II Rakoczy, książę Siedmiogrodu (zm. 1660)[8].
- 6 czerwca Petar Zrinski, chorwacki ban.

## Zmarli
- 13 lipca Albrecht VII Habsburg, arcyksiążę austriacki (ur. 1559)[9].
- 24 września[10][11] hetman Jan Karol Chodkiewicz umiera podczas obrony obozu w Chocimiu[12]. Mimo ciężkiej choroby do końca kieruje walką ze swojego namiotu[12].